# Parabezzia stagni
Parabezzia stagni är en tvåvingeart som beskrevs av Meillon och Wirth 1981. Parabezzia stagni ingår i släktet Parabezzia och familjen svidknott. Inga underarter finns listade i Catalogue of Life.